# Calypte
Calypte Gould, 1856 è un genere di uccelli della famiglia Trochilidae.

## Tassonomia
Comprende due sole specie:
- Calypte anna  (R.Lesson, 1829) - colibrì di Anna
- Calypte costae  (Bourcier, 1839) - colibrì di Costa